# Anthophagus
Anthophagus ist eine Gattung der Käfer aus der Familie der Kurzflügler (Staphylinidae) innerhalb der Unterfamilie Omaliinae. Sie kommt in Europa mit 31 Arten vor, 17 kommen davon auch in Mitteleuropa vor.

## Merkmale
Die Deckflügel und Beine der Käfer sind bei den meisten Arten braungelb gefärbt. Ihr Kopf ist gleich breit oder breiter als der herzförmige Halsschild und trägt beim Männchen häufig nach vorne zeigende Dorne. Das letzte Glied der Kiefertaster ist nicht oder nur geringfügig länger als das vorhergehende. Die Klauen besitzen ein langes fadenförmiges Anhängsel. 

## Vorkommen und Lebensweise
Die Tiere leben vor allem in montanen und alpinen Lagen, wo man sie in großer Zahl in der Nähe von fließenden Gewässern findet. Dort sitzen sie auf Sträuchern und Blüten. 

## Arten (Auswahl)
- Anthophagus angusticollis (Mannerheim, 1830)
- Anthophagus alpestris Heer, 1839
- Anthophagus bicornis (Block, 1799)
- Laufkäferartiger Blütenräuber (Anthophagus caraboides) (Linnaeus, 1758)
- Anthophagus melanocephalus Heer, 1839
- Anthophagus omalinus Zetterstedt, 1828
- Anthophagus spectabilis Heer, 1839